# Villarluengo
Villarluengo és un poble situat al cor del Maestrat aragonès, a la província de Terol, enclavat al cim d'un esperó rocós al costat d'un profund barranc. Destaca l'entorn natural sobre la confluència dels rius Palomitas i Cañada, entre les serres de Garrucha, Carrascosa i la Cañada i les moles de Mujer i Mochén. En l'extens terme municipal sinclouen les entitats de població de Las Fábricas (deshabitades i on només queda un hostal) i el bonic poble de Montoro de Mezquita. Fou seu d'una comanda hospitalera enquadrada a la Castellania d'Amposta.

## Història
En 5 d'agost de 1836 fou escenari de la batalla de Villarluengo, en la que els carlins de Ramon Cabrera foren derrotats pels liberals del general Soria.

## Llocs d'interès en el nucli urbà
- El Balcón de los Forasteros. On es veu un espectacular panorama.
- L'ajuntament, obra del renaixement, construït en pedra i obra de Francisco de Gamboa (segle xvi).
- L'església parroquial dedicada a l'Assumpció. Reconstruïda el 1859 i d'estil neoclàssic-mudèjar, amb una façana impessionant de dues torres bessones.
- Les ermintes de San Bartolomé y San Cristóbal.
- Ruïnes del convent del Monte Santo construït el 1540 i destruït el 1840 durant les Guerres carlines.
- Torres i masies fortificades: Del MonteSanto, Mas de Morgue, Torre Sancho…

## Llocs d'interès paisatgístic
- El port del Cuarto Pelado (1611 m.)
- Órganos del Montoro.
- La vora del riu de la Cañada.
- El Salt de la Zorra.
- El barranc de la Hoz
- La Vall de Palomita.

## Festes i tradicions
- L'aplec de San Pedro de la Roqueta, que té lloc el diumenge més proper al 25 d'abril, amb un dinar a base de mongetes.
- El 24 de juny, Sant Joan i la festa dels joves, quan es planta el "Mayo", es canten les Albades i es balla el "Baile del Reinau".
- Del 23 al 26 d'agost tenen lloc les festes patronals en honor de San Bartolomé i la Verge del Monte Santo.